# Zootrophion trivalve
Zootrophion trivalve är en orkidéart som först beskrevs av Carlyle August Luer och Rodrigo Escobar, och fick sitt nu gällande namn av Carlyle August Luer. Zootrophion trivalve ingår i släktet Zootrophion och familjen orkidéer.
Artens utbredningsområde är Colombia. Inga underarter finns listade i Catalogue of Life.